# Virginia Monier
Virginia Monier var en amerikansk skådespelare och teaterdirektör. Hon var en av de första kvinnliga teaterdirektörerna i USA.
Monier var dotter till två skådespelare. Hon debuterade på scenen i New York som barn, och beskrevs då som en vacker och begåvad flicka. Hon återvände till New York-scenen efter en bortavaro på åtta år 1834. 
Monier öppnade år 1837 sin egen teater, något mycket ovanligt för en kvinna i USA under denna tid, kallad Miss Monier's Dramatic Saloon. Teatern bar sig inte ekonomiskt, men hon uppmärksammades personligen som skådespelare. Hon beskrivs som vacker och raffinerad. Bland hennes roller nämns Desdemona, Dinah Primroses, Julia Faulkners och Emily Worthington.
Monier engagerades 1838 vid National Theatre i Washington, där hon efterträdde Emma Wheatley som dess ledande kvinnliga aktör och stjärnattraktion under denna teaters kvarvarande tid i existens (den stängde 1841). Hon ledde Washington Theatre i mellan 1840 och 1841, ett uppdrag hon ska ha fullgjort med framgång. Virginia Monier hade sedan en framgångsrik karriär som skådespelare. Hon gifte sig med en brittisk kapten Wynne, och emigrerade till Storbritannien. Hon uppträdde där på Drury Lane som Mrs Haller år 1846. 
Hon flyttade efter avslutad karriär till Boulogne i Frankrike, där hon bodde 1860. 